# Tribalus koenigius
Tribalus koenigius är en skalbaggsart som beskrevs av Sylvain Auguste de Marseul 1864. Tribalus koenigius ingår i släktet Tribalus och familjen stumpbaggar. Inga underarter finns listade i Catalogue of Life.